# 10-й всероссийский чемпионат по тяжёлой атлетике
10-й всероссийский чемпионат по тяжёлой атлетике прошёл 15-19 февраля 1906 года в Санкт-Петербурге на арене Атлетического общества. В соревнованиях приняли участие семь спортсменов из пяти городов. Атлеты соревновались без разделения на весовые категории. Участники выступали в трёх тяжелоатлетических дисциплинах (жим, рывок и толчок), которые выполнялось левой, правой и обоими руками. Победитель определялся по сумме мест во всех упражнениях, без подсчёта итоговой суммы.
| Место | Участник        | Город           | Жим (кг) | Жим (кг) | Жим (кг) | Рывок (кг) | Рывок (кг) | Толчок (кг) | Толчок (кг) | Толчок (кг) |
| ----- | --------------- | --------------- | -------- | -------- | -------- | ---------- | ---------- | ----------- | ----------- | ----------- |
| Место | Участник        | Город           | двумя    | правой   | левой    | правой     | левой      | двумя       | правой      | левой       |
| 1     | Карл Микул      | Рига            | 126,0    | 98,1     | 88,7     | 77,8       | 77,8       | 131,0       | 98,8        | 96,7        |
| 2     | Иван Леонидов   | Санкт-Петербург | 103,8    | 96,7     | 77,8     | 63,4       | 65,5       | 122,8       | 90,0        | 88,3        |
| 3     | Николай Колосов | Санкт-Петербург | 98,8     | 77,8     | 72,3     | 57,3       | 57,3       | 122,8       | 88,3        | 81,9        |